# Crotalaria kanaii
Crotalaria kanaii är en ärtväxtart som beskrevs av Hiroyoshi Ohashi. Crotalaria kanaii ingår i släktet sunnhampor, och familjen ärtväxter. Inga underarter finns listade i Catalogue of Life.